# Impatiens tripetala
Impatiens tripetala är en balsaminväxtart som beskrevs av William Roxburgh. Impatiens tripetala ingår i släktet balsaminer, och familjen balsaminväxter. Inga underarter finns listade i Catalogue of Life.